# Афлигем (бира)
 Тази статия е за белгийската абатска бира.  За селището вижте Афлигем.  
„Афлигем“ (на нидерландски: Affligem) е марка белгийска абатска бира, произведена и бутилирана в пивоварната „Affligem Brouwerij“ в Опвейк (Opwijk), провинция Фламандски Брабант, Централна Белгия. „Афлигем“ e една от белгийските марки бира, които имат правото да носят логото „Призната белгийска абатска бира“ (Erkend Belgisch Abdijbier), обозначаващо спазването на стандартите на „Съюза на белгийските пивовари“ (Unie van de Belgische Brouwers).

## История
Бирата първоначално се прави в бенедиктинското абатство Афлигем. Тя се произвежда от монасите за нуждите на абатството и неговите гости, но впоследствие е пусната в продажба на пазара, за да се подпомогне финансовата издръжка на религиозната общност. По време на Втората световна война пивоварната на абатството е разрушена от германските войски. След края на войната монасите възлагат производството на бира на близката пивоварна „Brouwerij De Smedt“ в Опвейк, Централна Белгия. De Smedt е създадена около 1790 г. и е с капацитет от около 120 000 хектолитра. Предвид нарастващия международен успех на марката „Афлигем“, през 2000 г. пивоварната е придобита от холандската корпорация „Хайнекен“ и е преименувана на „Affligem Brouwerij“

## Марки бира
Търговският асортимент на пивоварната включва пет бири с марката „Афлигем“:
- Affligem Blond – силна светла бира със светложълт цвят и с алкохолно съдържание 6,8 %. Отличава се с лек плодов аромат с нотки на сливи, цитрусови плодове, цвят на акация и мед. Вкусът се характеризира с отличен баланс между сладост, лека горчивина, подправки и сушени плодове.
- Affligem Dubbel – силна тъмна бира с кафяво-махагонов цвят и с алкохолно съдържание 7 %. Отличава се с пикантен аромат на хмел и карамел и вкус на подправки и карамел.
- Affligem Tripel – силна светла бира с алкохолно съдържание 8,5 %. Отличава се със силен аромат на малц и хмел и богат, мек вкус с плодови нотки.
- Affligem Patersvat – силна светла бира с тъмнозлатист цвят и с алкохолно съдържание 6,8 %. Отличава се с аромат на малц, мед и сено и вкус на круша, малц и хмел.
- Affligem Noël – силна тъмна бира с червено-кафяв цвят и с алкохолно съдържание 9 %. Отличава се с аромат на малц, подправки и плодове (сини сливи) и пикантен вкус на малц, сини сливи, хмел, тъмна захар и плодове.